# Smrt Jana Masaryka
K úmrtí Jana Masaryka došlo 10. března 1948; původně byla jeho smrt označena za sebevraždu, dnes je považována spíše za vraždu. Okolnosti úmrtí byly předmětem několika vyšetřování: v roce 1948, 1968–1969, 1993–1996 a 2001–2003, jejichž závěry se různily nebo byly přímo v rozporu. Vyšetřování bylo v roce 2003 uzavřeno jako vražda provedená neznámým pachatelem. Zatím poslední vyšetřování uzavřené v březnu 2021 nedošlo k jednoznačnému závěru, když nedokázalo prokázat ani jednu ze tří verzí (vražda, sebevražda, nešťastná náhoda).

## Únor 1948

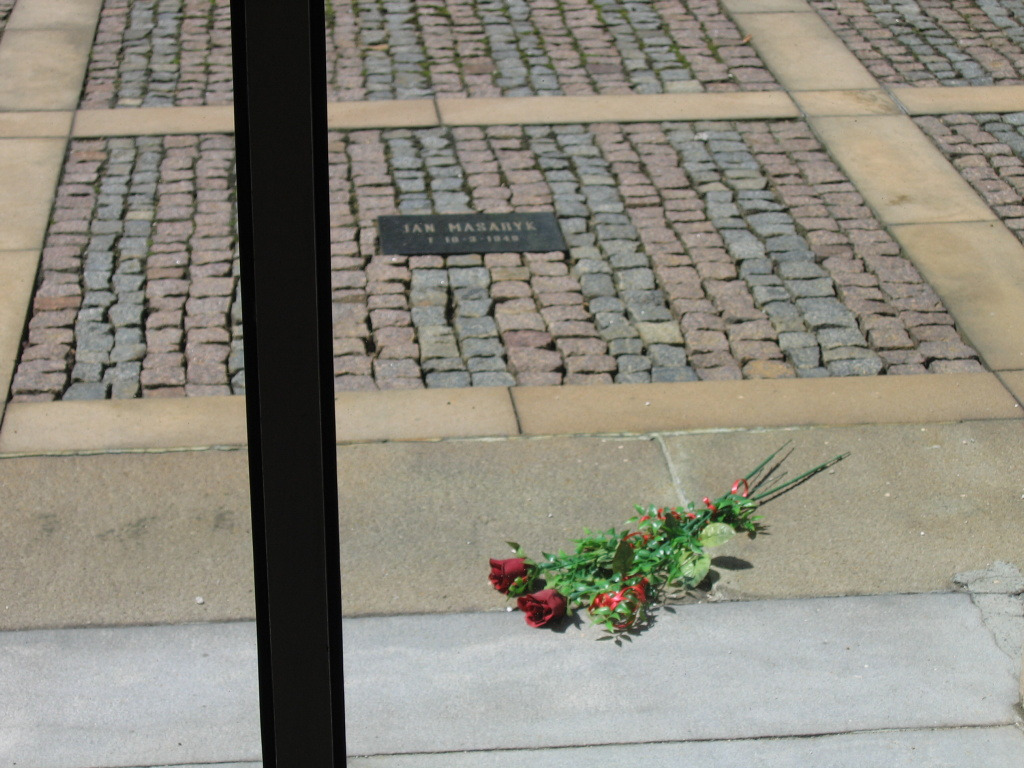
Pamětní tabule a kytice pod oknem Černínského paláce v místech, kde byl nalezen mrtvý Jan Masaryk

Při únorové krizi Masaryk odmítl rezignovat spolu s ostatními nekomunistickými členy Gottwaldovy vlády. Navenek vystupoval konstruktivně, pronesl i několik provládních prohlášení. V soukromí ale rezignoval a přemýšlel nad odchodem do dalšího exilu. Roli hrála také jeho soukromá přísaha věrnosti prezidentu Edvardu Benešovi (tu dal svému otci v roce 1937).
Dr. Karel Steinbach ve své knize Svědek téměř stoletý (SPN 1990) věnuje smrti Jana Masaryka stejnojmennou kapitolu (s. 79–84). Uvádí v ní, že od počátku nevěřil verzi o sebevraždě vzhledem k Masarykově povaze. Popisuje neobvyklé setkání se čtyřmi nemluvnými muži mohutných postav v bytě Zdeňka Fierlingera někdy během února. Tuto pasáž uzavírá těmito slovy:
Nemohu přirozeně dokázat, že mezi Janovou smrtí a těmi čtyřmi záhadnými návštěvníky ve Fierlingerově bytě byla přímá souvislost. Byl jsem však přesvědčen a věřím tomu dodnes, že Zdeněk Fierlinger věděl, kdo Jana zabil.
Jako další skutečnost v neprospěch sebevraždy uvádí, že Masarykovi předepsal silné spací prášky, kterými by se mohl otrávit, kdyby chtěl, a které se našly v jeho nočním stolku.
Kazatel dr. Lumír Soukup, jeden ze tří osobních tajemníků ministra Masaryka, uvádí v článku pro skotský deník, že se cítil v sobotu 6. března 1948 dotčen, když mu ministr neodpověděl na pozdrav po návratu z přehlídky milicí a policie na Staroměstském náměstí. Domníval se, že ho projevy zneužívající Masarykovo jméno přivedly k depresi, což údajně potvrdilo bezprostřední pohlazení bronzového odlitku ruky TGM v Masarykově bytě se slovy „Je konec pokrytectví.“ Masaryk poté souhlasil, když ho Soukup požádal, zda jej zítra, ve výroční den 98. výročí narození T. G. Masaryka, může doprovázet do Lán.
Dne 7. března 1948 se Jan Masaryk zúčastnil velké přehlídky Sokolů na Staroměstském náměstí a týž den k večeru jel na hrob svého otce Tomáše Garrigua Masaryka do Lán uctít památku jeho 98. narozenin. Dne 8. března byl na vzpomínkovém večeru Národního divadla a 9. března byl přítomen při audienci nového polského velvyslance v Benešově vile v Sezimově Ústí. Přitom probral některé věci s prezidentem „o samotě“ (Benešova vila byla komunisty odposlouchávána, stejně jako byl odposlech v Černínském paláci, čehož si byli oba vědomi). Po rozhovoru byl Jan podle svědků v dobré náladě, prezident však již méně (z toho lze usuzovat, že ministrovi povolil emigraci s oprávněnou obavou, že se to „dovtípí“ i tajná policie, resp. sovětská NKVD a bude jednat). Potom se Jan Masaryk vrátil do svého bytu v Černínském paláci v Praze, aby si připravil projev. V pět hodin odpoledne přivedl dr. Jiří Špaček, 1. Masarykův tajemník, návštěvu dr. Kavana z Londýnského vyslanectví, který se zdržel něco přes 20 minut. Ministra Masaryka potěšilo jeho sdělení, že západní žurnalisté vidí v jeho účasti v bolševické vládě určitý náznak udržení demokracie v Československu. Komorník Bohumil Příhoda mu přinesl před osmou večeři, kterou snědl. Komorník přinesl dvě láhve minerálky a jednu láhev piva (ráno bylo vše vypito) a otevřel velké vysoké okno v ložnici (zůstalo do rána otevřeno a k němu přibylo otevřené osudové nízké okno v koupelně). Poté Masaryk řekl: „Tak Příhodo, zítra ráno v půl deváté! Děkuju a dobrou noc!“ Další očekávaná návštěva podle svědectví komorníka nepřišla a ministr pracoval na projevu v bytě sám. Podle svědectví dr. Antonína Suma si stěžoval na špatné spaní, že poslední týden vlastně ani nespal, a na doporučení lékaře dr. Oskara Klingera bylo rozhodnuto, že 10. března odjede po představení nové vlády v parlamentu na čtrnáctidenní léčebnou kúru.
V roce 2024 byly v diplomatických archivech Velké Británie, USA a Francie objeveny nové dokumenty, které hovoří o návštěvě tří mužů pár hodin před smrtí Jana Masaryka. Během této návštěvy mělo dojít k hádce, během které měl Masaryk opakovaně křičet „To vám nepodepíšu, chtějte po mně všechno možné, ale tohle ne, tohle se odehraje jenom přes moji mrtvolu.“

## Ráno 10. března
Nad ránem 10. března 1948 byl ministr zahraničních věcí Jan Masaryk nalezen mrtev pod oknem koupelny svého bytu v Černínském paláci, ve směru do nádvoří. Ve směru do Loretánského náměstí, kde je dodnes v Masarykově bytě souměrná druhá koupelna, se pod okny v prvním patře nalézá balkón, v nádvoří však žádný balkon není, jenom římsy. V koupelně byl nepořádek, otevřené okno nad radiátorem a rozházené polštáře z ložnice, z nichž jeden se nalézal přímo ve vypuštěné vaně. V ložnici zůstalo otevřené velké okno, tak, jak je kolem deváté večer otevřel komorník Příhoda.
Existují celkem tři hypotézy týkající se smrti: podle jedné šlo o vraždu (Masaryk byl z okna prostě vyhozen), podle druhé o sebevraždu (Masaryk z okna sám vyskočil) a podle třetí verze se Masaryk pokoušel po římse utéci ze svého bytu (kde se v tu chvíli prokazatelně pohybovali vetřelci) a z této římsy spadl (Masarykův osobní tajemník dr. Antonín Sum, později komunisty neprávem vězněný – hrozil mu i trest smrti, sic i „mezi čtyřma očima“ tvrdil, že „vůbec nikdo tam nebyl“, ale nemohl to dost dobře vědět, neboť v té době byl nemocen, měl spalničky).
Obnovené vyšetřování případu v letech 1968 až 1969 skončilo nejasným prohlášením, že se jednalo o nešťastnou náhodu (ministr údajně „pokuřoval sedící v otevřeném okně“, závěr po vpádu vojsk Varšavské smlouvy ve středu 21. 8. 1968 zcela pochopitelný). Hlavní vyšetřovatel kauzy prokurátor dr. Jiří Kotlář byl odstaven i z televizního seriálu Causa Jan Masaryk, v němž se prezentovaly poté takové podivnosti, jako byl nález nedopalku cigarety, které kouříval Jan Masaryk, na římse vně budovy pod koupelnovým oknem, po dvaceti letech.
Jsou zde ještě dvě další varianty hypotézy o vraždě, obě končící vyhozením již zesnulého Jana Masaryka z okna. Dle první varianty byl Masaryk napřed udušen polštáři ve vypuštěné vaně, dle druhé (jíž zastával i plk. Ing. Jan Horal, MBE) byl vyvezen za Prahu, tam zastřelen a tělo odvezeno zpět k inscenaci sebevraždy skokem z okna vnitřní koupelny Masarykova bytu. Dr. Borkovcem zjištěný nepořádek v koupelně byl vysvětlen nedostatkem času pachatelů před ranním úsvitem. Podobně se dala tímto vysvětlit i skutečnost, proč byl Masaryk nalezen v pyžamu, oblečeném naruby.
Dle kriminalisty Jiřího Strause, který měl k dispozici původní dokumenty z vyšetřování, vše nasvědčuje tomu, že byl Jan Masaryk zavražděn. Podle pracovníků ÚDV byl Masaryk zavražděn na příkaz sovětských komunistů. Jeho případný útěk do Londýna měl dát československému exilu výrazného vůdce a všechna esa do ruky. V této souvislosti jsou známy Masarykovy výhrady k zahraniční politice, která by Československo více přiblížila otevřeně vazalskému poměru k Sovětskému svazu. Rovněž některé další indicie (in situ nalezené nedopalky „papiros“ aj.) a svědectví vypovídají o tom, že za Masarykovu smrt byla zodpovědná NKVD. Nad ránem se toho dne v Černínském paláci kromě náměstka Vladimíra Clementise (dle některých svědectví viděn v autě nad ránem s Valerianem Zorinem), komorníka, dalšího personálu a stráží pohybovalo i několik osob (pracovníci telefonní ústředny), které prošly do střeženého objektu zcela nepozorovaně. Jan Papánek řekl v Radě bezpečnosti Spojených národů 22. března 1948, že „ve svých posledních dnech se Jan Masaryk nemohl ani hnout bez dvou zvláštních stráží, které mu byly po puči přiděleny“.
Na protest proti jednání komunistů se ještě týž den (ve středu 10. března 1948) vzdala svého poslaneckého mandátu Dr. Milada Horáková.

## Pohřeb
Pohřeb Jana Masaryka 13. března byl celonárodní tichou manifestací. V dlouhém průvodu Loretánskou ulicí se vystřídalo přes čtvrt milionu truchlících občanů. Kytička sněženek za pravým uchem ministra uloženého v rakvi se stala podnětem ke spekulacím o tom, že měla zakrýt střelnou ránu. Na tyto pochyby odpovídal roku 1998 tajemník dr. Antonín Sum, jeden z pěti účastníků Masarykovy pitvy (profesoři František Hájek a Jaromír Tesař, medik Vlček a kancléř Jaromír Smutný) a také ministrův blízký spolupracovník: „Tu jsem mu tam dal já a žádná střelná rána tam nebyla.“ Ke kytičce se ovšem přihlásilo ještě mnoho dalších lidí, hlavně z řad Masarykových spolupracovníků.

## Vyšetřování

### Vyšetřování v roce 1948
Masarykův skon zaskočil poúnorovou moc, která nyní potřebovala národu vysvětlit, co se stalo, ať se stalo cokoliv. Vysvětlit to rychle a hlavně přijatelně. Tomu odpovídala i „přesvědčivá“ Noskova slova o Masarykově „dobrovolném ukončení života“, pronesená v parlamentě 10. března 1948 krátce po 14. hodině – (ještě před tím, než mohl znát výsledky pitvy, která začala o hodinu později). Toto rychle prezentované „rozhodnutí o sebevraždě“ zavdalo samo o sobě příčinu k pochybnostem o regulérnosti vyšetřování.[zdroj⁠?!]
Prvnímu vyšetřovateli kauzy v březnu 1948 Dr. Zdeňku Borkovcovi (jehož bratr dr. Jaroslav Borkovec byl popraven 5. listopadu 1949 spolu s dalšími nestraníky Vratislavem Polesným, Vratislavem Jandou, Josefem Charvátem, Emanuelem Čančíkem a Květoslavem Prokešem, odsouzenými v souvislosti s přípravou údajného květnového protikomunistického povstání v roce 1949) byl případ ihned odejmut a předán StB. Policejní lékař dr. Jaromír Teplý, který provedl první ohledání ostatků, zemřel zakrátko za nevyjasněných okolností (údajná sebevražda z osobních-rodinných důvodů).
Dne 12. března byla vydána zpráva ministerstva vnitra o ukončení vyšetřování na základě ohledání a pitvy (informace o chemickém vyšetření žaludku ještě nebyly k dispozici). Stručně informuje o průběhu vyšetřování a s odvoláním na výpověď MUDr. Oskara Klingera zmiňuje Masarykovy zdravotní potíže, nechutenství, nespavost a střídání euforie a deprese. Bližší motivaci sebevraždy se však zpráva MV vyhýbá. Konstatuje, že „v noci z 9. na 10. března z nezjištěných příčin odešel do koupelny, otevřel okno a vyskočil na nádvoří.“ „Nejzávažnějším pochybením“ vyšetřování „bylo vyřazení kriminalistů“ (převedení úkolu pod StB) „a ignorování výsledků jejich činnosti, zaměření vyšetřování pouze na verzi sebevraždy a zúžení šetření na pátrání po závěti či jiných písemných důkazech sebevraždy.“

### Vyšetřování StB v letech 1950–1951
Spisovatelka a badatelka Václava Jandečková vydala v roce 2015 knihu „Kauza Jan Masaryk (nový pohled): Doznání k vraždě a tajný přešetřovací proces StB z let 1950–1951“, za kterou dostala Mezinárodní zvláštní cenu Egona Erwina Kische. V knize zveřejnila tehdejší opakované doznání blízkého Masarykova spolupracovníka a diplomata Jana Bydžovského, který podle něj s plukovníkem Františkem Fryčem a generálním sekretářem ministerstva Arnoštem Heidrichem vraždu Masaryka naplánovali a provedli. Podle výpovědi považovali Masaryka za zrádce demokracie, který jako nestraník legitimizoval poúnorovou Gottwaldovu vládu. Zda bylo přiznání vynucené či falešné, není jisté. Doznání nebylo součástí tehdejší obžaloby Bydžovského, protože ministr vnitra Václav Nosek trval na tom, že Masaryk spáchal sebevraždu. V roce 2019 Úřad pro vyšetřování zločinů komunismu přiznání nevzal v úvahu.

### Vyšetřování v letech 1968–1969
Dne 5. dubna 1968 byl případ Masaryk znovu otevřen. Do 21. srpna 1968 probíhalo vyšetřování v mediálně vzrušené atmosféře (noviny věnovaly vyšetřování pozornost, vyšetřovatelé vyslýchali mnoho svědků), profesně standardně a bez větších problémů. V televizi tehdy běžel několikadílný seriál Na Pomoc generální prokuratuře, který měl lidem přiblížit záhady okolo úmrtí ministra Masaryka. Usnesením Generální prokuratury z normalizačního 10. listopadu byl případ odložen. Usnesení obsahuje pravdy, polopravdy a vyslovené nepravdy[zdroj⁠?!] a kloní se k variantám sebevraždy a náhodného vypadnutí z okna – ignorujíc některé doložené skutečnosti (pád zády napřed, stolice na rámu okna, omítka za nehty zemřelého, přítomnost cizích osob v bytu zemřelého, různý původ nedopalků cigaret v případě sebevraždy; bronchitidu a šířku okna 1 m, které téměř vylučují variantu vysedávání na okně a náhodného pádu). „Úřední šetření naopak kategoricky odmítá vraždu, při čemž se opírá o řadu přinejmenším sporných důkazů (závěry ohledání, pitevní protokol, vyšetření žaludku, ohledání Masarykova bytu a jeho vchodů, přístup do Černínského paláce apod.), které jsou nesprávně interpretovány a zavádějící, což vypovídá o tom, že ač byla atmosféra roku 1968 jakkoliv uvolněná, stále tu držela v rukou moc jedna politická strana.“

### Vyšetřování v letech 1993–1996
Po celé tři roky po sametové revoluci chyběla k objasnění Masarykovy smrti politická vůle,[zdroj⁠?!] přestože šlo o jeden ze základních úkolů vyrovnání se s komunistickou minulostí. Vyšetřováním Generální prokuratura pověřila Úřad dokumentace a vyšetřování zločinů komunismu, konkrétně Jana Havla.[zdroj⁠?!]
Vyšetřovatel vyvodil ve shodě s dosavadním vyšetřováním, že Jan Masaryk se z okna dostal sesunutím po břiše, s obličejem obráceným do místnosti, resp. ke zdi, ve snaze uniknout nějakému nebezpečí. Po římse ustupoval doleva do vzdálenosti 1,3 až 2 m od okraje okna, přičemž se přidržoval zdi. Z nějakého důvodu ztratil rovnováhu a zřítil se na dlažbu nádvoří. Vyšetřovatel z polohy těla na dlažbě nádvoří na místě dopadu odvodil, „že do vzdálenosti těla (nohou) – 2,90 m ode zdi pod oknem a 13,10 m od postranní zdi – nemohlo dojít v sebevražedném úmyslu. Tělo živého či mrtvého Masaryka lze do této vzdálenosti v daném úhlu vyhodit.“
Scénáře sebevraždy a náhodného pádu se tím jevily nepravděpodobné: lze namítnout, že za přítomnosti cizích osob v místnosti byl k takovému rozhodnutí donucen.[zdroj⁠?!]
V dalším pátrání po pachateli se vyšetřovatel Havel věnoval zejména svědectví Zdeňka Lustyka, které vyslechl od neznámého stopaře. Podle ní měla pětice mužů provádět v kritickou noc v Masarykově bytě nezákonnou domovní prohlídku za účelem pátrání po kompromitujících materiálech. Ministr s nimi odmítl komunikovat a v zoufalství prý měl uniknout oknem koupelny na římsu (táhnoucí se po obvodě budovy), ale tam se neudržel a spadl dolů. Tato výpověď zdůrazňovala roli českých komunistů a upozaďovala roli sovětského NKVD.

### Vyšetřování v letech 2001–2003
Zatím poslední, čtvrtá etapa vyšetřování probíhala v letech 2001–2003. Na základě písemného podnětu Masarykova demokratického hnutí ze dne 9. února 2001, adresovaného Nejvyššímu státnímu zastupitelství v Brně, a jeho následného postoupení cestou Městského státního zastupitelství v Praze Úřadu dokumentace a vyšetřování zločinů komunismu (Služby kriminální policie a vyšetřování), bylo 30. května 2001 řízení opět zahájeno. Vyšetřováním byl pověřen major Ilja Pravda.[zdroj⁠?!]
K podání posudku byl jako znalec z oboru kriminalistika, odvětví forenzní biomechanika přibrán prof. PhDr. Jiří Straus. Ve svém posudku se snažil na základě přesné metodiky a výpočtů zodpovědět otázky týkající se možností spontánního pádu z okna, nebo aktivního skoku při sebevražedném úmyslu, či účasti dalších osob na pádu poškozeného. Znalec odvodil, že do vzdálenosti těla (nohou) – 2,90 m ode zdi pod oknem a 13,10 m od postranní zdi – ve směru čelem k oknu nemohlo dojít v sebevražedném úmyslu. Tělo živého či mrtvého Masaryka lze do této vzdálenosti v daném úhlu vyhodit působením vnější síly. Vyhodnocením takto získaných poznatků znalec vyloučil spontánní pád Jana Masaryka z okna, jakož i možnost aktivního skoku při sebevražedném úmyslu. Biomechanickým zkoumáním zjistil, že k pádu Jana Masaryka z okna západní koupelny Masarykova bytu na nádvoří Černínského paláce došlo působením vnější síly, přičemž se na něm podílela minimálně jedna osoba, mohlo ale také jít o více osob.
K podání obdobného znaleckého posudku byli přibráni i další znalci z oboru forenzní biomechaniky. Jejich úkolem bylo posoudit a zodpovědět stejné otázky, ke kterým se již vyjadřoval prof. Straus. V souladu s prof. Strausem zcela vyloučili Masarykův spontánní pád z okna. K otázce aktivního skoku uvedli: „z biomechanického a technického pohledu nelze vyloučit možnost, že ‚spontánní pád‘ vzad, z okraje římsy, mohl být podpořen skokem vzad a odrazem rukou od zdi. Potom vzdálenost předpokládaného místa dopadu z výšky 13,5 metru je dosažitelná, tedy technicky přijatelná.“[zdroj⁠?!]
Znalec z oboru soudního lékařství MUDr. Alexander Pilin znovu posuzoval znaky násilí na základě pitevního protokolu z r. 1948. Uvedl, že oděrky na přední straně břicha v okolí pupku mohly vzniknout jak aktivním, tak i pasivním pohybem přední části těla o okraj okna. Dále konstatoval, že skok z výšky pozadu je u sebevrahů nezvyklý. Náhodný pád z výšky pozadu se sice může vyskytnout, ale je příznačný spíše pro pracovní úrazy nebo pro případ nešťastné náhody. Vysunutí 90 kg muže z okna bez znaků násilí na kůži oběti (v protokolu z r. 1948 takové nebyly uvedeny) by bylo možné pouze za stavu sníženého vědomí, způsobeného například dušením nebo chemickými látkami.[zdroj⁠?!]
Vyšetřování bylo uzavřeno jako vražda, pachatel neznámý.

### Vyšetřování roku 2019
V říjnu 2019 bylo na základě unikátní nahrávky policisty Vilibalda Hofmana zahájeno nové vyšetřování. Výsledky ukazují na to, že nemusela být přítomna cizí síla a tudíž nemuselo jít o vraždu.

### Dokumenty nalezené roku 2024
V roce 2024 byly v diplomatických archivech Velké Británie, USA a Francie objeveny nové dokumenty. Nejzásadnější svědectví pochází z depeše příslušníka americké vojenské tajné služby, kterému je měl sdělit zdroj, jež je vyslechl od komorníka Příhody. Pár hodin před smrtí měli Masaryka navštívit tři muži, kterým měl Příhoda donést kávu a při tom je vidět, ale podle zpravodajcova zdroje je Příhoda neznal. Během této návštěvy mělo dojít k hádce, během které měl Masaryk opakovaně křičet „To vám nepodepíšu, chtějte po mně všechno možné, ale tohle ne, tohle se odehraje jenom přes moji mrtvolu.“ V lednu 2025 zahájila Policie ČR opětovné vyšetřování Masarykovy smrti.

### Shrnutí hypotéz
Sebevražda:
- Hypotézu podporuje psychický stav zemřelého, u kterého se střídaly nálady radosti a smutku.[zdroj⁠?!]
- Bilanční sebevražda v souvislostí s rolí v únorovém komunistickém převratu (a také v souvislosti s předchozími psychickými problémy)[18]
- Absence dopisu na rozloučenou činí sebevraždu nepravděpodobnou.[zdroj⁠?!]
- Jan Masaryk večer před smrtí přislíbil personálu setkání na druhý den a připravoval si projev – sebevraždu tedy neplánoval.[zdroj⁠?!]
- Přítelkyně Marcia Davenportová odletěla 7. března 1948 do Londýna a Masaryk ji měl za několik dní následovat a v Londýně se měl uskutečnit jejich sňatek, proto sebevražda nedává smysl.[19]
- Oblečení pyžama je pro sebevraždu nezvyklé (navíc oblečené naruby).[zdroj⁠?!]
- Únik stolice[20] před skokem značí strach. Strach z pádu u sebevrahů je výjimečný, neboť jsou s pádem vyrovnaní, je to jejich cíl.
- Skok čelem oknu, zády napřed, je pro sebevraždu velmi netypický (sebevrah skáče čelem napřed, obrácen pohledem ke svému cíli – hloubce pádu).[zdroj⁠?!]
- Je sporné, zda by při skoku vzad z římsy mohl Jan Masaryk dopadnout 2,9 m od stěny.[zdroj⁠?!]
- Přítomnost cizích osob v ložnici Jana Masaryka (se kterou pracuje vyšetřování v letech 1993–1996, doložené např. svědectvím o analýze cigaretových nedopalků) činí dobrovolnost a spontánnost skoku z římsy nepravděpodobnou.[zdroj⁠?!]

Nešťastná náhoda:
- Do horizontální vzdálenosti 2,9 m od římsy, ze které padal, se nemohl dostat uklouznutím na římse, protože u něj chybí síla směřující od stěny a ministr by dopadl blíže stěně (< 1 m). To tuto hypotézu vylučuje.[zdroj⁠?!]

Vražda:
- K variantě vraždy nepřímo směřují: nepořádek v ložnici i v koupelně (rozhozené prostěradlo, rozházené holicí čepele), polštáře na podlaze koupelny, existence přístupových cest do bytu (které byly ve vyšetřování za komunismu zamlčeny).[zdroj⁠?!]
- Někteří svědci uvádějí, že slyšeli příjezd a odjezd vozidel.[zdroj⁠?!]
- Přítomnost cizích osob, doložená svědectvím o analýze cigaretových nedopalků (pocházely od 3 lidí, jedny cigarety byly vyrobeny v SSSR).[zdroj⁠?!]
- Stolice na parapetu okna svědčí pro strach, zcela fyziologický u obětí násilí a vraždy.[zdroj⁠?!]
- Poloha dopadu čelem k oknu nasvědčuje, že se oběť snažila přidržet stěny (za nehty měl podle svědků omítku), a že nebylo jejím úmyslem spadnout.[zdroj⁠?!]
- Místo dopadu 2,9 m horizontálně od stěny nasvědčuje pro velikou sílu směrem od stěny, která pravděpodobně vznikla cizí osobou.[zdroj⁠?!]
- Zkreslené a zaujaté vyšetřování v r. 1948, a od srpna 1968, které variantu vraždy přehlíželo, je samo podezřelé.[zdroj⁠?!]
- Zahlazování důkazů STB - žaludek byl dodán do Ústavu soudního lékařství až šest dní po Masarykově smrti a byl vypláchnutý, STB zabavila cigarety a rozbor nedopalků cigaret MUDr. Kinské (v roce 1952 byla zatčena, propuštěna byla až v roce 1961).[21]
- Svědkové si všimli, že Masaryk po dopadu na dlažbu nekrvácel, což svědčí o tom, že nemohlo jít o sebevraždu.[21]
- Množství podezřelých úmrtí lidí, kteří o smrti Jana Masaryka něco věděli (svědci i podezřelí),[13] lze vysvětlit hlazením stop organizovanou násilnou skupinou, nebo nečistým svědomím těchto zemřelých. Obě možnosti poukazují na jiné vysvětlení smrti Jana Masaryka, než byla ta oficiálně prezentovaná (sebevražda v r. 1948, nešťastná náhoda v r. 1969), a nepřímo nasvědčují pro variantu třetí – vraždu.[10]

### Svědectví lékařů
- MUDr. Oskar Klinger[22]: osobní lékař Beneše, který ošetřoval i Masaryka. K pitvě nebyl připuštěn, po odchodu za hranice vydal prohlášení, že šlo o vraždu.
- MUDr. Josef Teplý[23]: policejní lékař, který ohledal tělo. Zemřel za záhadných okolností krátce po Masarykovi, jeho svědectví[24] je ale zaznamenáno v archivu diplomata Jana Papánka.
- MUDr. František Hájek: soudní lékař, který se podepsal pod padělaný pitevní protokol. Spolupracovník STB, který roku 1946 vydal brožuru, v níž za Katyňský masakr viní nacisty.[25]

### Masaryk a víra
Masaryk byl věřící. Sebevraždou by porušil 5. přikázání.
Prezident T.G.M. roku 1880 v Heršpicích přestoupil k evangelické víře. Jan Bibli zdědil po otci a bohatě ji glosoval vlastními poznámkami.
Často čítal v Kralické bibli, v níž nacházel na všechno radu, lék a vysvětlení. V době jeho smrti byla bible otevřena na 5. kapitole listu Galatským a byly v ní zaškrtnuty verše 16–22

### Stále nevysvětlené pochybnosti
Lze shrnout, že úmyslná sebevražda byla vyloučena. Také to, že by bezvládné tělo někdo vyhodil z okna. To však nesmí znamenat, že se muselo nutně jednat o úkladnou vraždu, a to jenom proto, že se před 14 dny odehrál Vítězný únor a k moci se dostali komunisti podporovaní Stalinem. Existují nesrovnalosti a pochyby výše uvedených hypotéz, které nebyly dosud vyvráceny, přitom se jedná o objektivní fakta z místa činu a pitevního protokolu:
- Uvádí se velká síla cizí osoby směrem od stěny, aby tělo získalo energii a dopadlo pozadu 2,9 m od budovy. Jak ale mohla vzniknout cizí osobou, když stál Masaryk na římse a před ním byla zeď? Tělo dopadlo 1,2–1,6 m vlevo (při pohledu z venku) od okraje okna, nikoliv pod okno.[10]
- Výkaly na parapetu. Uvádí se, že pád byl z římsy, nikoliv z parapetu (stopy omítky za nehty). Nikdo doposud nevysvětlil, jak se dostaly výkaly na parapet. V pitevním protokolu je uvedeno, že výkaly byly rozmazány po řiti. Masaryk se tedy musel na parapet posadit. Při vylézání ven?[10]
- Pitva odhalila v krajině pupku sérii červenohnědých, souběžných, dolů ubíhajících skvrn na ploše 10×6 cm. Zřejmě, jak se svezl po římse při pádu. To však odporuje teorii o velké síle směrem od zdi. Ta by způsobila, že by tělo římsu minulo.
- Pokud by působila ona síla z okna šikmo ven, poloha těla by nebyla kolmo k budově, ale šikmo k oknu. A to nebyla. Vzdálenost těla od okraje okna byla 3,2 m. Taková síla však způsobí, že živý člověk nepadá kolmo dolů, ale je v záklonu, neboť síla musela působit na horní polovinu těla (nad parapetem). Tělo však dopadlo kolmo na zem (destrukce chodidel).[10]

### Podíl NKVD-KGB na vraždě
Syn bývalé plukovnice KGB Jelizavety Paršinové Leonid Paršin v roce 1993 telefonoval z Německa české redakci vysílání Svobodné Evropy, že podle tvrzení jeho matky vyhodili Jana Masaryka z okna příslušníci sovětské výzvědné služby. Paršinová to zopakovala i v seriálu České televize Československo ve zvláštních službách, vysílaném na jaře 2001. V jejím bytě se scházeli vysloužilí důstojníci NKVD-KGB. A generál Michail Iljič Bělkin se prý přiznal, že Masaryka vyhodil z okna on spolu s kolegou Bondarenkem. Udělali to prý proto, že ministr se odmítl stát jejich agentem. Bělkin, který zemřel v roce 1980 v Moskvě byl v roce 1951 zatčen a vyšetřován. Dokud se neotevřou ruské archivy, pravdu se nedozvíme.
Na místě pravděpodobně byl i agent NKVD major Augustin Schramm. O dva a půl měsíce později byl zastřelen neznámým pachatelem. Klíče od Masarykova bytu mu měl předat Václav Sedm, člen policejní ochranky Černínského paláce (krátce na to jej v roce 48 přejelo auto).
Madeleine Albrightová píše ve svých pamětech: „Domnívám se, že Masaryka zavraždili, pravděpodobně Stalinovi agenti. Nemohu to dokázat a sotva by mne šokovalo, kdyby jednoho dne vyšly najevo přesvědčivé důkazy o opaku. Sověti ale měli motiv.“

## Filmové dokumenty o smrti Jana Masaryka
- 1968 Na pomoc generální prokuratuře
- 1998 Jan Masaryk
- 2011 Krok do prázdna Jana Masaryka aneb Dokonalý zločin
- 2018 Den, kdy zemřel Jan Masaryk